# 卡西 (愛荷華州)
卡西（英語：Casey）是一個位於美國愛荷華州亞代爾縣和加斯里縣的城市。

## 地理
卡西的座標為41°30′22″N 94°31′12″W / 41.50611°N 94.52000°W，而該地的平均海拔高度為377米（即1237英尺）。

## 人口
根據2010年美國人口普查的數據，卡西的面積為1.92平方千米，均為陸地。當地共有人口426人，而人口密度為每平方千米221人。